# 木下敬之助
木下 敬之助（きのした けいのすけ、1944年（昭和19年）1月15日 - ）は、日本の政治家。元大分市長、元衆議院議員。

## 略歴
1944年1月15日、大分県大分市で、政治家木下哲の長男として生まれる。1967年（昭和42年）、慶應義塾大学経済学部経営学科卒。
1979年（昭和54年）10月7日投票の第35回衆議院議員総選挙において大分1区（定数4）に民社党から出馬して初当選。以後、4期にわたり衆議院議員を務めるが、1990年（平成2年）2月18日投票の第39回衆議院議員総選挙では次点に敗れた。
その後、自民党などの支援を受け、1991年（平成3年）に大分市長に当選。2003年（平成15年）に引退するまで3期12年にわたって大分市長を務めた。この間、2002 FIFAワールドカップを招致する等の業績を残した。

## 親族
元衆議院議員、大分県知事の木下郁は伯父（父の兄）。『美味求真』でも知られる元衆議院議員、関東長官の木下謙次郎は祖父の兄にあたる。